# Uppsalasilhuetten

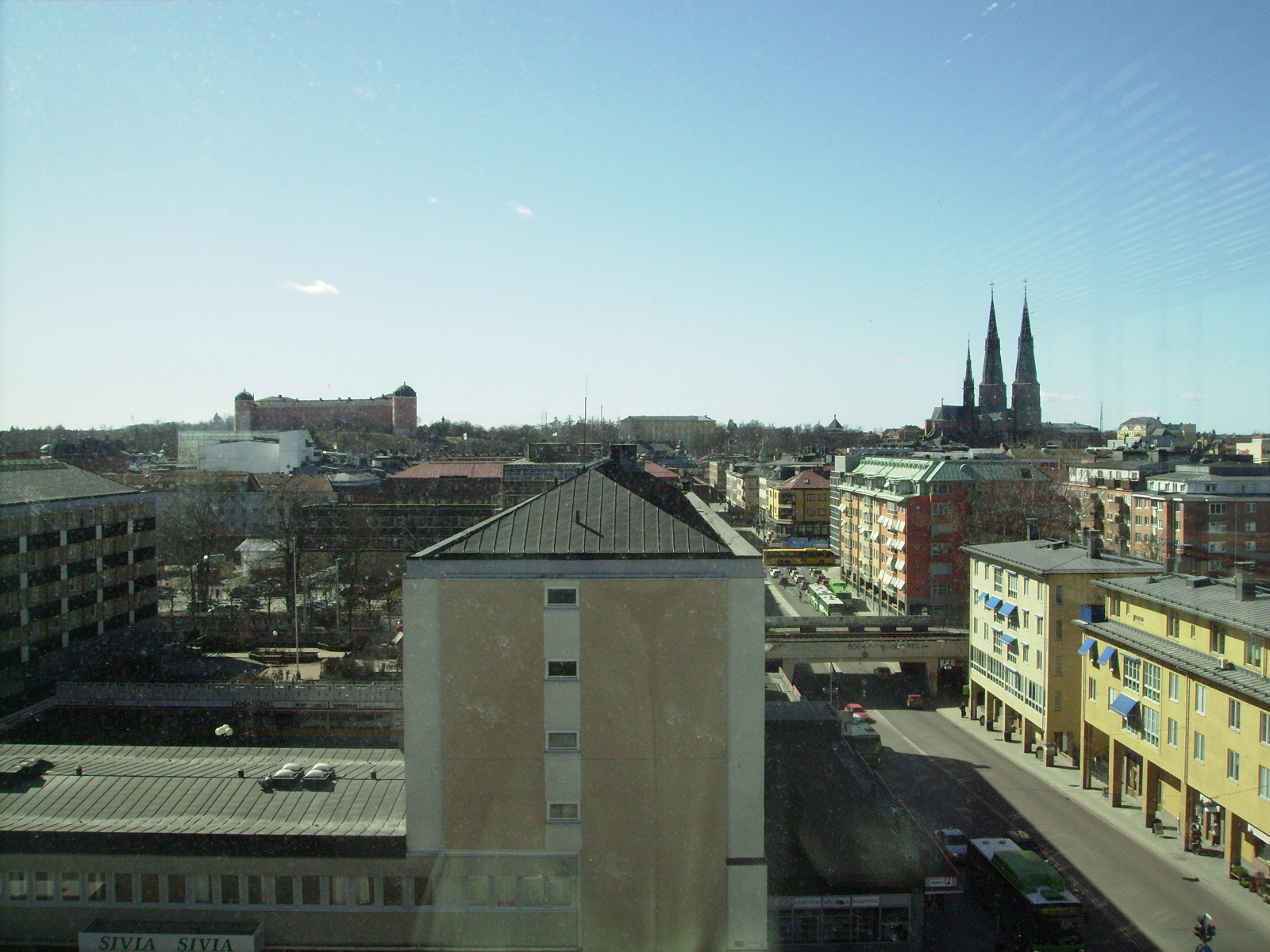
Uppsalasilhuetten med Uppsala slott, Carolina Rediviva och Uppsala domkyrka sett från Uppsala konsert och kongress.

Uppsalasilhuetten syftar på Uppsala slott, biblioteket Carolina Rediviva och Uppsala domkyrka, sedda från långt håll. En långvarig stadsplanemässig doktrin, som bara svårligen kunnat ifrågasättas, har varit att inte utmana denna stadssilhuett genom uppförandet av byggnader som antingen "tar över" silhuetten, eller som skymmer den från marken eller andra byggnader. Silhuetten avbildas oftast från öst med slottet till vänster, domkyrkan till höger och Carolina Rediviva mitt emellan dem.